# Villefranche-de-Conflent
Villefranche-de-Conflent (catalansk: Vilafranca de Conflent) er en by og kommune i departementet Pyrénées-Orientales i Sydfrankrig.
Byen er bygget i rosa marmor og ligger stadig indenfor den gamle bymur, som blev bygget i middelalderen, men siden er ombygget flere gange. Bl.a. af fæstningsbyggeren Vauban, som også byggede Fort Libéria, der er beliggende højt over Villefranche. Den velbevarede by, der også har et stort udbrud af lokale kunstprodukter, tiltrækker mange turister.
Villefranche er en af 12 lokaliteter, der udgør Vaubans befæstninger, som blev optaget på UNESCOs Verdensarvsliste i 2008.
Villefranche er også medtaget i Les Plus Beaux Villages de France, som er en liste med Frankrigs smukkeste landsbyer.

## Geografi
Villefranche ligger i Pyrenæerne ved floden Têt. Mod vest ligger Olette (9 km) og Mont-Louis (29 km), mod syd Vernet-les-Bains (6 km) og mod øst Prades (7 km). Nærmeste større by er Perpignan (51 km).

## Historie

### Hovedstad i Conflent
Villefranche blev grundlagt med et charter udstedt af greven af Cerdagne, Guillem Ramon, den 9. april 1091 (eller 1090 eller 1092). Greven boede i Corneilla-de-Conflent, men ønskede at Villefranche skulle være den nye hovedby. Stedet var velvalgt. I den smalle dal hvor den lille flod Cady løber ud i Têt kontrollerer byen adgangen til Conflent. Villefranche blev dog først hovedby i Conflent (og sæde for et viguerie - en domstol der dækkede Conflent og Cerdagne) langt senere i 1126. Det var den helt til det 18. århundrede.
I september 1263 beordrede Jakob 1. af Aragonien opførelsen af tre broer over floden Têt. De tre broer blev ødelagt under en voldsom oversvømmelse i 1421, og kun broen Saint-Pierre blev genopført.
I det 13., 14. og 15. århundrede blev befæstningerne til stadighed vedligeholdt. I det 14. århundrede blev de udbygget efter en ny plan, som en tekst fra 1411 bevidner,.

### Vaubans befæstninger
Byen blev belejret og indtaget af Frankrig i 1654. De eksisterende befæstninger blev revet ned, for at de ikke skulle kunne genbruges af spanierne. Situationen ændrede sig med Pyrenæerfreden i 1659. Conflent blev en del af Frankrig, og man påbegyndte anlæggelsen af nye forsvarsværker efter tegninger af Vauban i 1669. Han besøgte selv Villefranche ti år senere. Fort Libéria blev således bygget på en bjergside med fuld udsigt over byen. Arbejdet fortsatte i det 18. århundrede med byggeriet af Porte de France i 1783 og Porte d'Espagne i 1791.

### Jernbanen
Villefranche fik i 1885 jernbaneforbindelse til Perpignan og Prades. I 1909 åbnede en ny jernbaneforbindelse med lille sporbredde til Cerdagne. Fra starten gik den kun til Mont-Louis, i 1911 blev den forlænget til Bourg-Madame og endelig i 1927 til Latour-de-Carol. Her var der forbindelse til den transpyrenæiske jernbane mellem Portet-Saint-Simon i Frankrig og Puigcerdà i Spanien. 

## Demografi

### Udvikling i folketal
| 1962                                                              | 1968 | 1975 | 1982 | 1990 | 1999 | 2006 | 2014 | 2017 |
| ----------------------------------------------------------------- | ---- | ---- | ---- | ---- | ---- | ---- | ---- | ---- |
| 580                                                               | 507  | 435  | 294  | 261  | 225  | 237  | 211  | 213  |
| Tal fra og med 1962 er uden dobbelttælling (sans doubles comptes) |      |      |      |      |      |      |      |      |